# Spurensicherung (Kunst)
Spurensicherung ist eine Form der Konzeptkunst, in der Künstler nach ähnlichen Methoden arbeiten, wie sie in den Geschichts- und Sozialwissenschaften üblich sind.

## Begriff
Die Locard’sche Regel sagt, dass bei der Berührung zweier Objekte immer an beiden eine Spur zurückbleiben muss. Daher beginnen in der Kriminalistik die Ermittlungen typischerweise mit der Suche, Erfassung, Dokumentation und Sicherung der Spuren; anschließend folgt deren Auswertung.
1974 übertrug der deutsche Kunstkritiker Günter Metken den Begriff erstmals auf die Konzeptkunst: Er charakterisierte damit eine Gruppenausstellung im Kunstverein in Hamburg, die er unter dem Titel Spurensicherung: Archäologie und Erinnerung kuratierte. Diese Ausstellung ging anschließend zur Städtischen Galerie im Lenbachhaus.
Es handelt sich hier nicht um eine Bewegung oder Künstlergruppe. Der Begriff umfasste allgemein eine neue Position nach dem Ende der 68er-Bewegung, „nach der Enttäuschung über das Versickern des Aufbruchs“.

## Ausstellung 1974
Günter Metken hatte 1974 in der Ausstellung im Hamburger Kunstverein die Werke von sechs Künstlern aus Deutschland, Frankreich und Italien versammelt:
- Didier Bay
- Christian Boltanski
- Jürgen Brodwolf
- Claudio Costa
- Nikolaus Lang
- Anne und Patrick Poirier.

Die Künstler waren im Ausstellungsjahr zwischen dreißig und vierzig Jahre alt, und sie präsentierten die Ergebnisse ihrer Recherchen: Das französische Künstlerehepaar Poirier zeigte ihr Ruinenpanorama (11,4 × 5,75 m) zur Römersiedlung Ostia Antica als ein Werk individueller Sicht archäologischer Forschungen. Der Italiener Claudio Costa orientierte sich an ethnologischen Forschungen und hatte Hautfarbentabellen ausgehängt. Mit dem Sammeln von 238 Gegenständen einer bayrischen Familie Götte hatte Nikolaus Lang ein typisches Arbeitsprinzip der Alltagsgeschichte und der Heimatmuseen nachgeahmt. Die beiden französischen Künstler Didier Bay und Christian Boltanski dokumentierten ihre persönliche Identitätssuche vor allem über die Fotografie, wodurch der gesamte Bereich jeglicher Erinnerungskultur zum eigentlichen Thema im Konzept der Spurensicherung gemacht wurde.

## Ausstellung 1977
Als mitverantwortlicher Kurator fasste Günter Metken 1977 zur „documenta 6“ im linken Flügel des Museums Fridericianum Raumarbeiten und Werkfolgen dieser Künstler zusammen:
- Jean-Marie Bertholin
- Claudio Costa
- Jochen Gerz
- Jean Le Gac
- Paul-Armand Gette
- Nikolaus Lang
- Anna Oppermann
- Anne und Patrick Poirier
- Charles Simonds
- Dorothee von Windheim.

Parallel erschien 1977 eine Publikation von Günter Metken mit dem Titel Spurensicherung, in der er die neue künstlerische Praxis der damals noch jungen Künstler unter diesem Begriff dokumentierte. Ausdrücklich bezog sich Metken dabei auf das Konzept einer Individuellen Mythologie, das Harald Szeemann auf der documenta 5 (1972) realisiert hatte. Großen Einfluss hatten die Arbeiten von Christian Boltanski als Teilnehmer der Documenta 5, 6 und 8.

## Positionen
Die Künstler, die Spurensicherung betreiben, haben Zweifel am technischen Fortschrittsglauben und der eindimensionalen Sicht moderner Medien. Stattdessen setzen sie auf eine Introspektion: Sie beschäftigen sich mit alten, größtenteils in Vergessenheit geratenen Kulturen, versuchen künstlerisch Spuren festzuhalten und aus einzelnen Relikten realer oder erfundener Kulturen Aussagen über das Menschsein zu gewinnen. Einige Künstler betreiben auch Feldforschung: Sie untersuchen ihr persönliches näheres Umfeld und ihre eigenen Gefühle.
Insgesamt ähnelt das künstlerische Vorgehen den Methoden der Archäologie und Ethnologie. Spurensicherung befasst sich sowohl mit äußerlich wahrnehmbaren zeitlichen Ablagerungen als auch mit inneren Tiefenschichten. Dabei arbeitet sie meist mit fiktiven archäologischen Zeugnissen, mit Materialsammlungen, die nach scheinbar naturwissenschaftlichen Kriterien aufbereitet werden, tatsächlich aber nur mit einer Suggestion von Objektivität, von Recherche und von historischer Reflexion eine besondere Wirkung erzielen. Gesammelte Objekte werden zum Beispiel inventarisiert, sorgsam klassifiziert und in Schaukästen ausgestellt. Präsentiert werden unterschiedliche Fundstücke:
- Steine, Blätter, Holzteile, Schneckengehäuse, Knochen;
- Kleidungsstücke, Fassadenteile;
- Fotografien, Textfragmente, Tagebücher.

Die Sammlung aller Objekte eines Künstlers einschließlich seiner Konzeptionen und Ideen können ein komplexes Gesamtkunstwerk ergeben.
Themen der Spurensicherung sind auch Individuelle Mythologien und die Auseinandersetzung mit anthropologisch-philosophischen Fragestellungen, wie sie der Anthropologe Claude Lévi-Strauss als Vertreter des Strukturalismus thematisiert hatte.